# Leucoptera caffeina
Leucoptera caffeina es un lepidóptero de la familia Lyonetiidae; presente en los trópicos en varias especies del género Coffea. Se encuentra en Angola, Zaire, Kenia y Tanzania en África. Es considerado una plaga de los cafetales.